# Circuncisión de Jesús

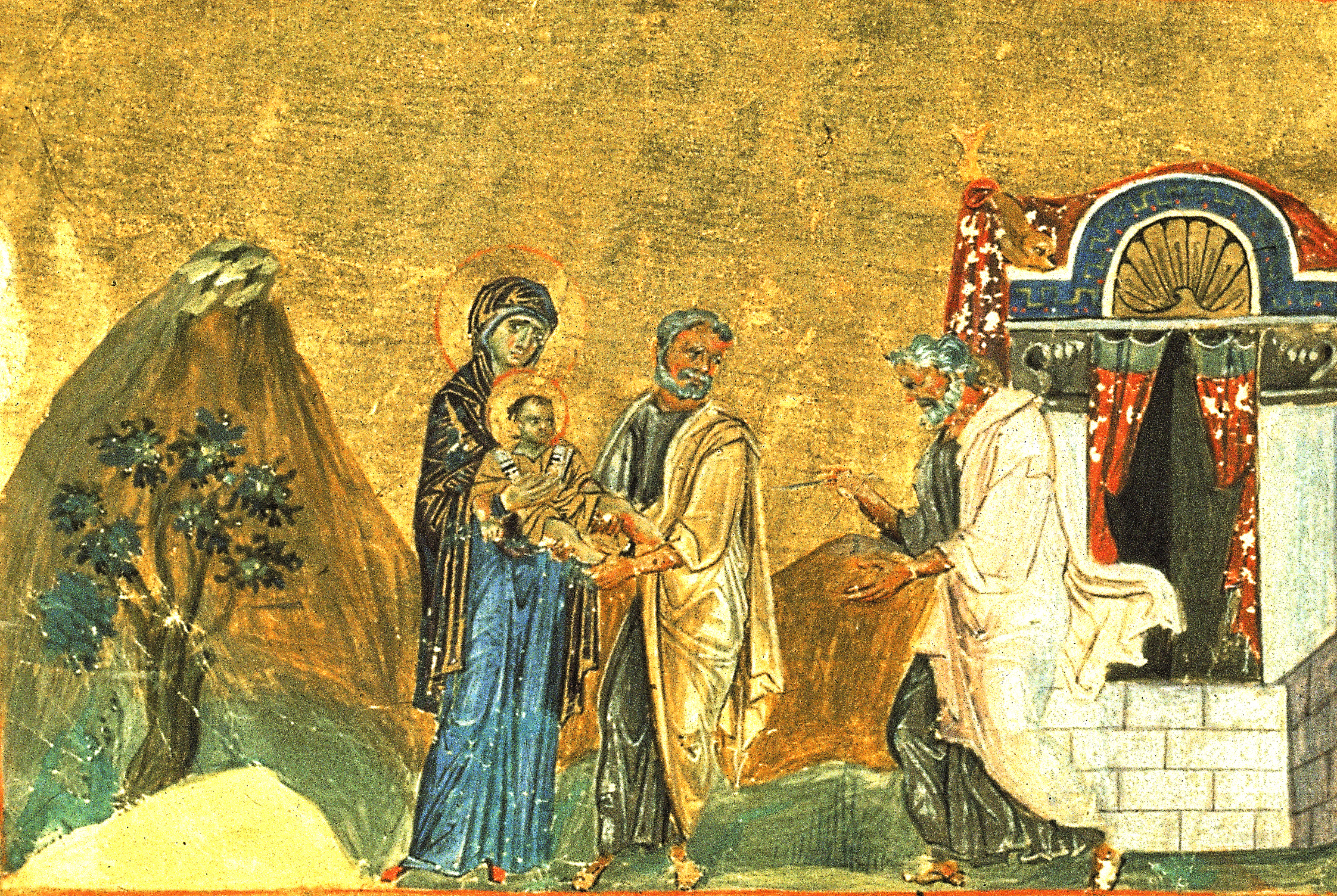
La escena representada en el Menologio de Basilio II. Arte bizantino.

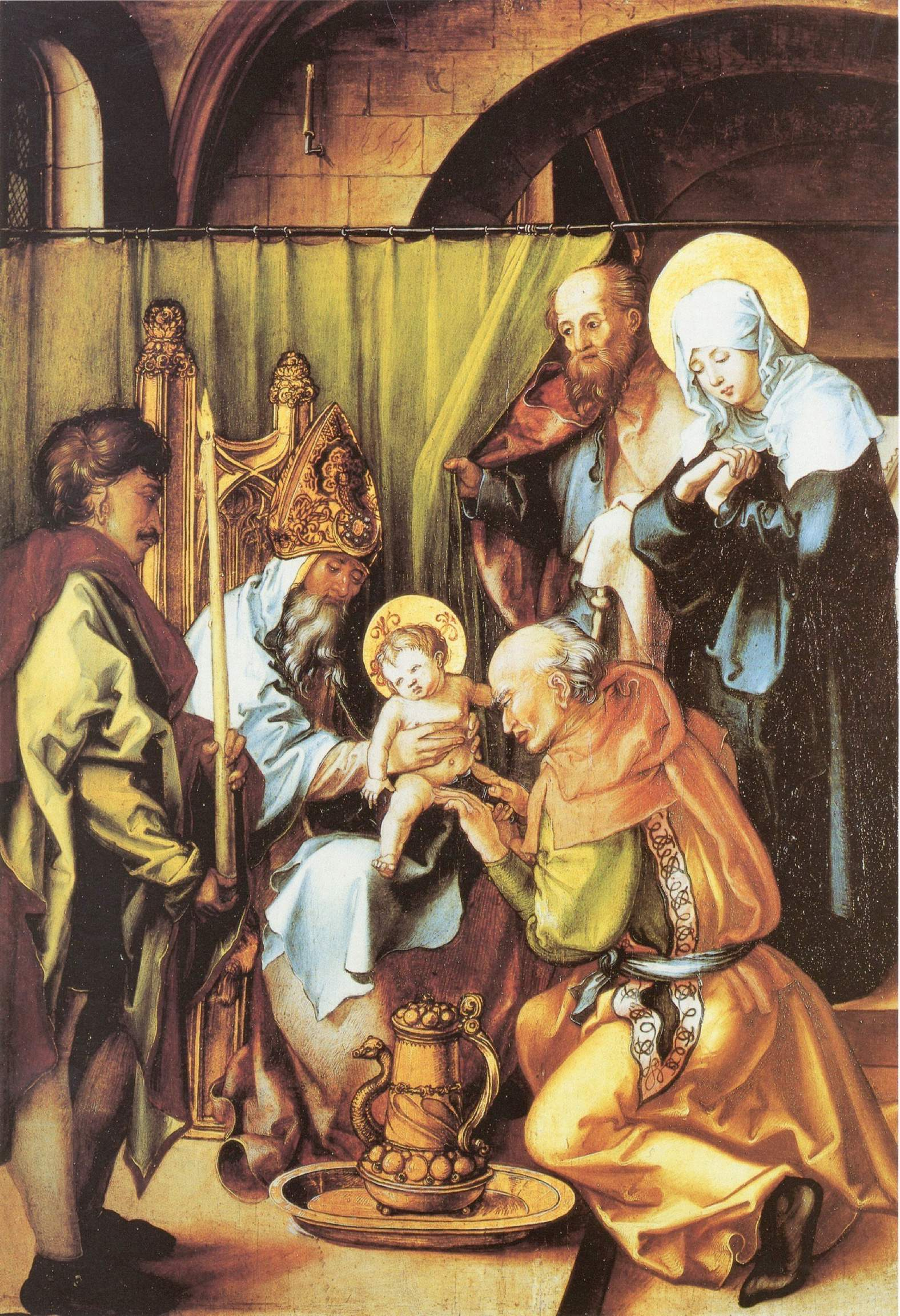
Alberto Durero (ca. 1494). Renacimiento alemán.

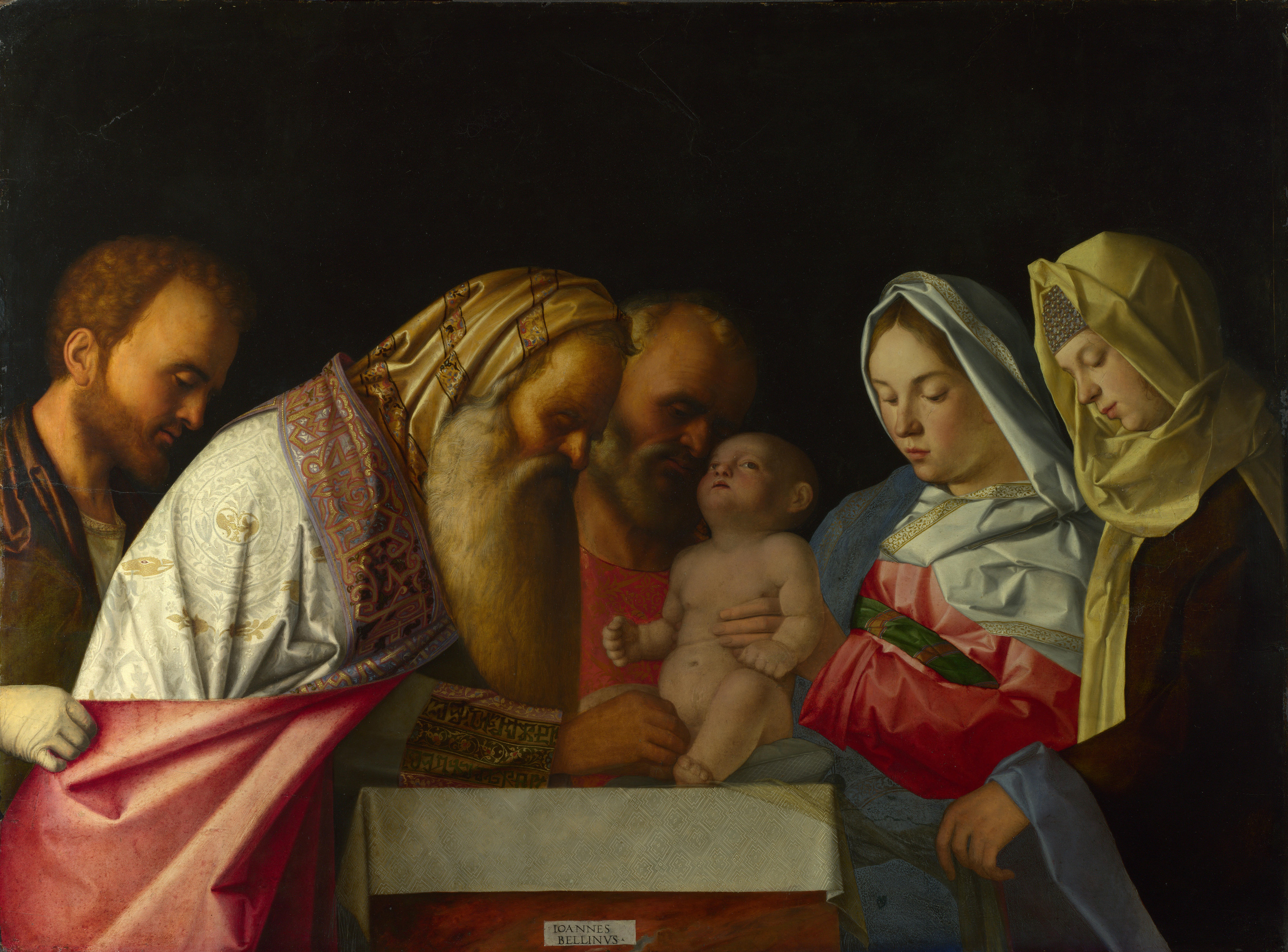
Giovanni Bellini (ca. 1500). Renacimiento italiano.

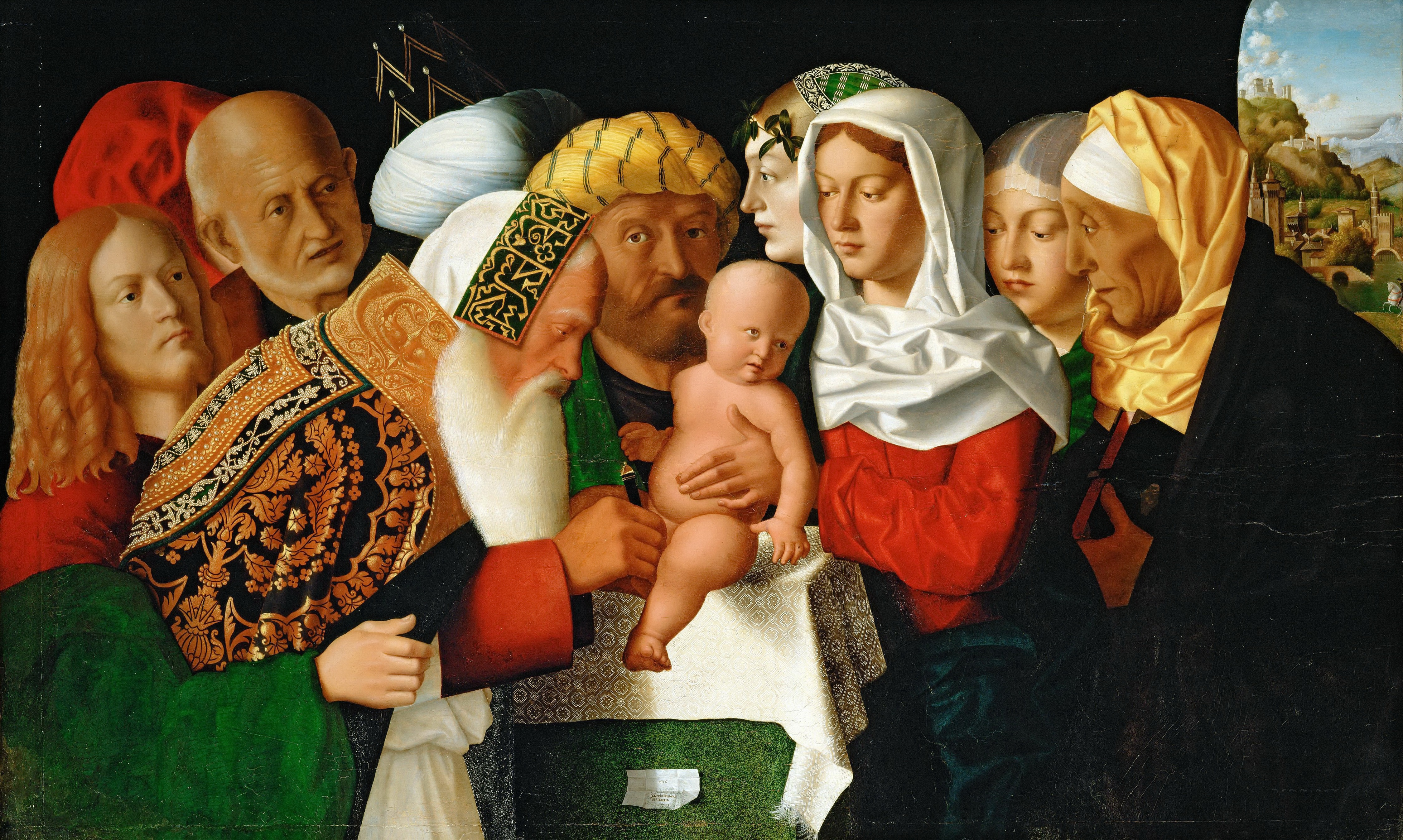
Bartolommeo Veneto (primera mitad del). Es obvia la influencia de Bellini.

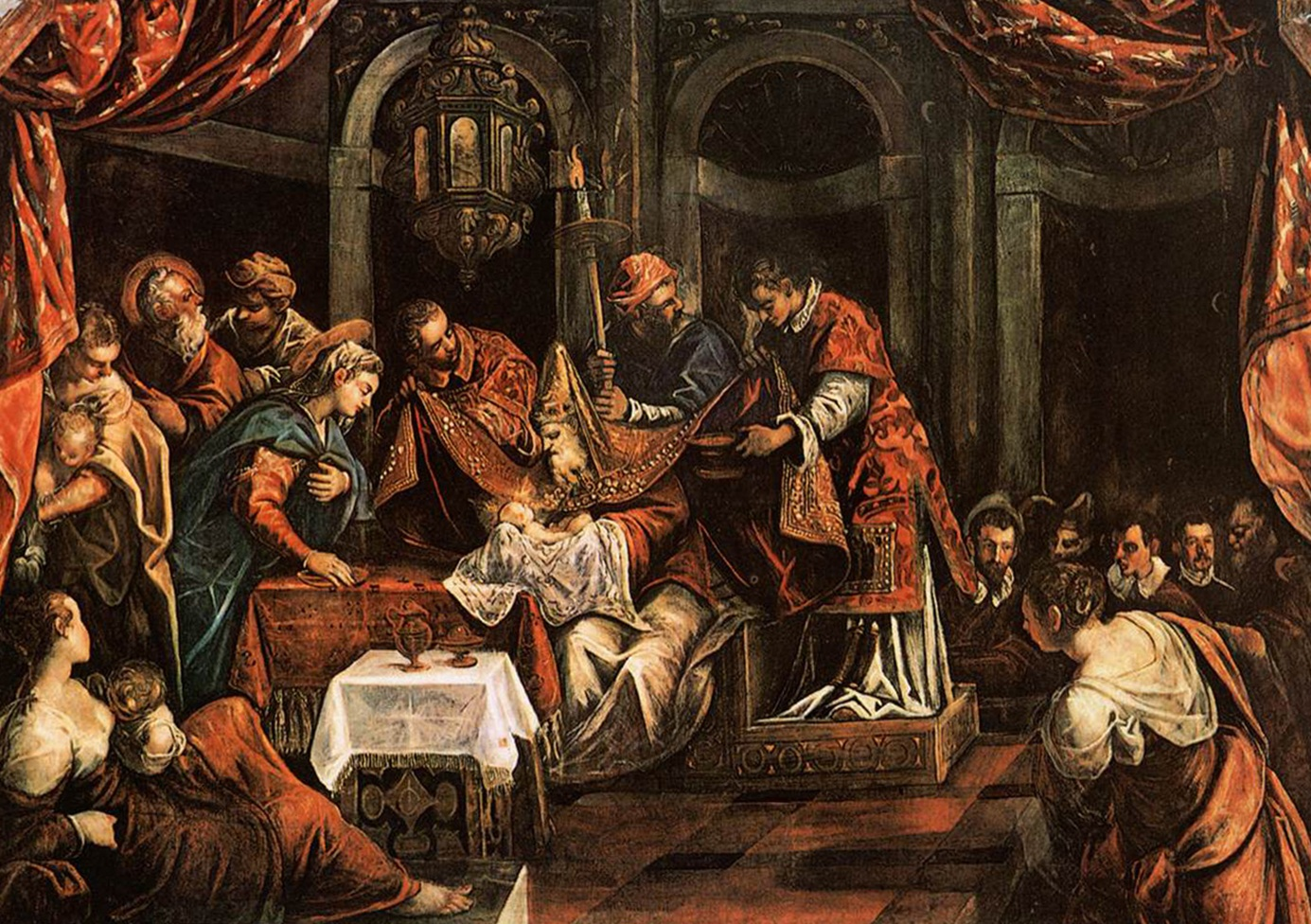
Tintoretto (1587). Manierismo.

Circuncisión de Jesús es la denominación de un episodio evangélico (Lucas 2, 21) y un tema iconográfico relativamente frecuente en el arte cristiano. Trata de la circuncisión que se efectuó a Jesucristo.
La circuncisión es la ablación ritual del prepucio (el de Cristo se denomina Santo Prepucio, y es una de las reliquias cristianas más preciadas). La ley mosaica, por mandato divino, prescribe: «Serán circuncidados a los ocho días de nacer todos vuestros varones de cada generación». El evangelista Lucas cuenta cómo se cumplió esta ley a los ocho días del nacimiento de Jesús; en un acto en que también «le pusieron por nombre Jesús, el cual le había sido puesto por el ángel antes que fuera concebido» (en referencia al episodio de la anunciación).
Los ocho días posteriores a la su nacimiento se celebra tradicionalmente el 1 de enero. Esto está en consonancia con la ley judía que sostiene que los varones deben ser circuncidados ocho días después del nacimiento durante una ceremonia de Brit Milá, en la que también se les impone su nombre. La circuncisión de Cristo se convirtió en un tema muy común en el arte cristiano a partir del siglo X, siendo uno de los numerosos acontecimientos de la Vida de Cristo representados con frecuencia por los artistas. Al principio sólo se representaba como escena en ciclos más amplios, pero en el Renacimiento podía tratarse como tema individual de un cuadro, o constituir el tema principal de un retablo.
Posteriormente cuando se cumplieron los días de la purificación (Lucas, 2, 22), se produjo la presentación de Jesús en el Templo.

## La circuncisión en los Evangelios canónicos
El suceso dela circuncisión aparece solamente en un evangelio canónico, el de  Lucas:
- El Evangelio de Lucas (2;21) lo describe muy escuetamente de la siguiente manera:

Cuando se cumplieron los ocho días para circuncidarle, le pusieron por nombre Jesús, como le había llamado el ángel antes de que fuera concebido en el seno materno.

### Comentario de la Iglesia católica
El pasaje del evangelista se refiere a la práctica de la circuncisión en el Antiguo Testamento como un rito que simbolizaba la entrada de un varón en el pueblo elegido por Dios. Según el Libro del Génesis, Dios ordenó a Abrahám que la circuncisión fuera una señal de la Alianza entre Él y los descendientes de Abrahán. Este acto incluía la operación en el cuerpo, bendiciones y la imposición del nombre. José y María, como una familia israelita más, cumplieron con esta práctica para señalar la inserción de Jesús en su pueblo. Sin embargo, posteriormente, en el Concilio de Jerusalén alrededor del año 49, los apóstoles declararon la abolición de la necesidad de este antiguo rito. En su lugar, se estableció el bautismo como el nuevo medio mediante el cual un cristiano se incorpora a la Iglesia, que ahora es considerada el nuevo Pueblo de Dios. La circuncisión fue reemplazada por el bautismo como un símbolo de la nueva Alianza en el contexto del cristianismo.
La controversia de la circuncisión en el cristianismo primitivo se resolvió en el siglo I, de modo que los cristianos no judíos no estaban obligados a circuncidarse. San Pablo, el principal defensor de esta postura, desaconsejó la circuncisión como requisito para la conversión al cristianismo. La circuncisión pronto se convirtió en algo poco común en la mayor parte del mundo cristiano, excepto en la Iglesia copta de Egipto donde la circuncisión era una tradición que databa del época precristiana y para los cristianos judíos. Tal vez por esta razón, el tema de la circuncisión de Cristo era extremadamente raro en el arte cristiano del I milenio, y no parece haber ejemplos supervivientes hasta el final del período, aunque las referencias literarias sugieren que a veces se representaba.

## La circuncisión en los Evangelios apócrifos
De entre los evangelios canónicos solo Lucas lo refiere. Los evangelios apócrifos son mucho más pródigos en información en este sentido. Así, el Pseudo-Mateo especifica el sacrificio realizado como pago de la ceremonia, y en el Evangelio árabe de la infancia -un evangelio apócrifo muy tardío- se narra cómo tras la circuncisión de Jesús, la matrona de María guardó el prepucio en una jarra de alabastro llena de nardos, un conservante, y se la dio a su hijo, perfumista de profesión pidiéndole que guardase bien la jarra y no la vendiese aunque le ofrecieran trescientos denarios. El Evangelio armenio de la infancia ofrece otra versión, según la cual el niño sangró durante la operación, pero sin que se produjese corte alguno.

## Creencias teológicas y celebraciones
En el calendario romano general, el día 1 de enero se celebraba la festividad de la Circuncisión de Cristo hasta la reforma del calendario en 1960 por el papa Juan XXIII, que dio a la celebración litúrgica el nombre de "Octava de Navidad". En la actualidad se celebra como Solemnidad de Santa María, Madre de Dios.
En el Líbano hay unos dulces, denominados awwamaat, que se consumen en esta festividad.

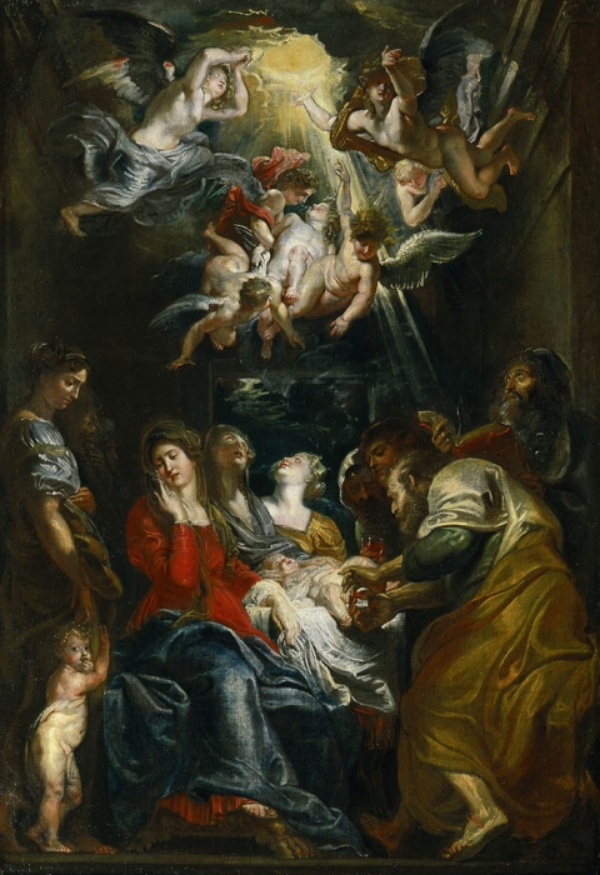
Rubens (1605). Barroco flamenco.

La circuncisión de Jesús ha sido vista tradicionalmente, como se explica en la popular obra del siglo XIV la Leyenda Dorada, como la primera vez que la preciosísima sangre de Cristo fue derramada, y por tanto el comienzo del proceso de la redención del hombre, y una demostración de que Cristo era plenamente humano, y de su obediencia a la Ley Bíblica.  Los teólogos medievales y renacentistas insistieron repetidamente en esto, llamando también la atención sobre el sufrimiento de Jesús como demostración de su humanidad y presagio de su Pasión. Estos temas fueron continuados por teólogos protestantes como Jeremy Taylor, quien en un tratado de 1657 argumentó que la circuncisión de Jesús demostraba su naturaleza humana a la vez que cumplía la ley de Moisés. Taylor también señala que si Jesús hubiera estado incircunciso, habría hecho a los judíos sustancialmente menos receptivos a su Evangelismo.
La "Fiesta de la Circuncisión de nuestro Señor" es una celebración cristiana de la circuncisión, ocho días (según el cálculo semítico y del sur de Europa de los intervalos de días) después de su nacimiento, ocasión en la que el niño recibió formalmente su nombre, Jesús, nombre derivado del hebreo que significa "salvación" o "salvador". Se registra por primera vez a partir de un concilio eclesiástico celebrado en Tours en 567, aunque es evidente que ya estaba establecida desde hacía tiempo.
La fiesta aparece el 1 de enero en el año litúrgico de la Iglesia ortodoxa. También aparece en el calendario romano general anterior a 1960 y lo celebran las iglesias de la Comunión Anglicana, aunque en muchos calendarios anglicanos revisados, como el calendario de 1979 de la Iglesia Episcopal, hay una tendencia a asociar el día más con el Santo Nombre de Jesús y prácticamente todas las iglesias luteranas. Juan Sebastian Bach escribió varias cantatas para esta fiesta, "Beschneidung des Herrn" ("Circuncisión del Señor"), entre ellas Singet dem Herrn ein neues Lied, BWV 190, para el 1 de enero de 1724 en Leipzig.
No tiene cabida en el actual Calendario Romano de la nueva forma del Rito Romano, sustituido el 1 de enero por la Solemnidad de Santa María, Madre de Dios, pero sigue siendo celebrada por los Viejos Católicos y también por los Católicos tradicionalistas que rinden culto según el Rito Romano clásico que sigue el Calendario Romano General promulgado en 1962.  Durante muchos siglos se combinó el 1 de enero con la Fiesta del Santísimo Nombre de Jesús, antes de que ambas se separaran, y ahora que la Fiesta de la Circuncisión ha desaparecido como tal del calendario católico oficial, puede considerarse que la otra fiesta también la celebra.

## Representaciones en el arte

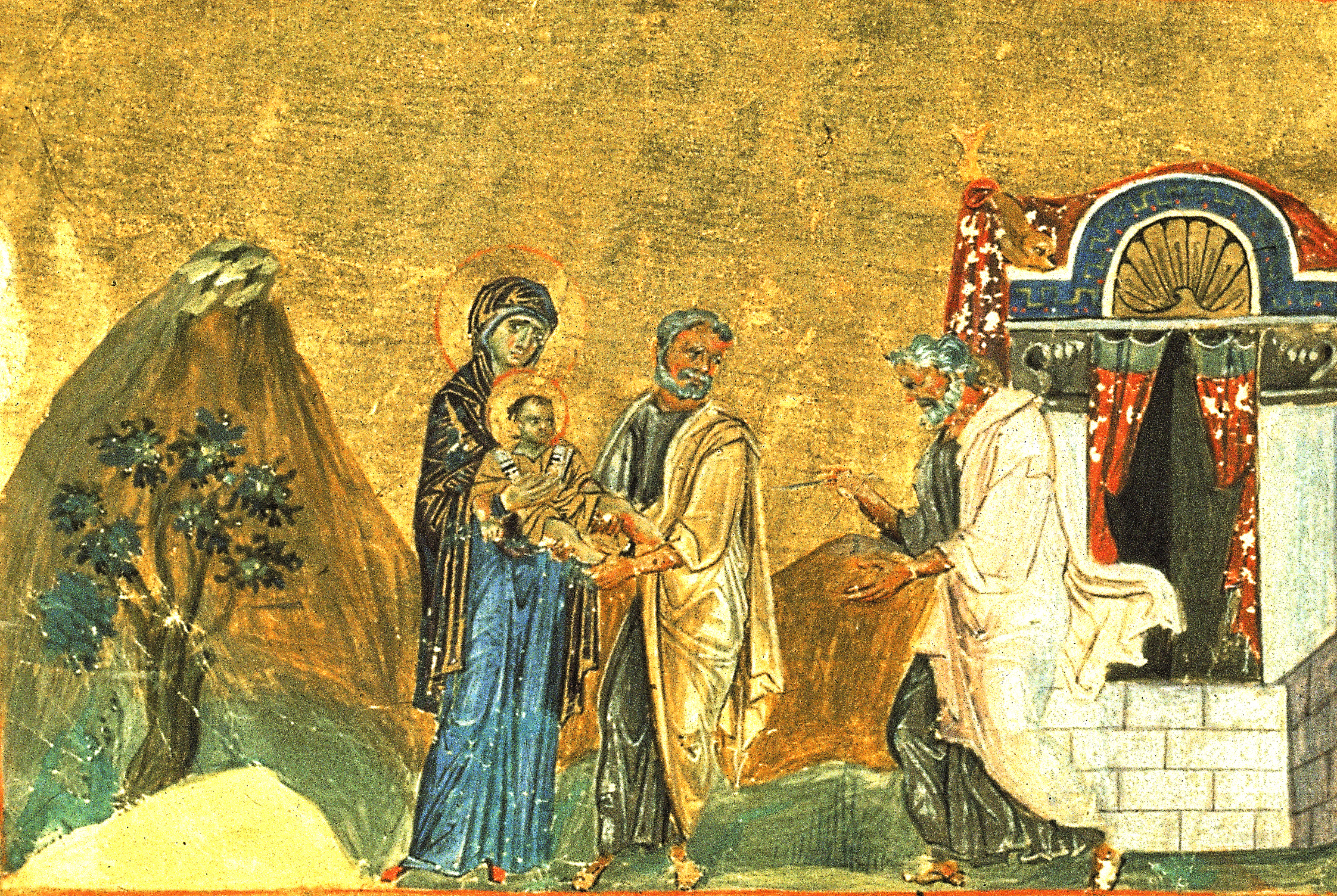
Representación en el Menologio de Basilio II (c. 980)

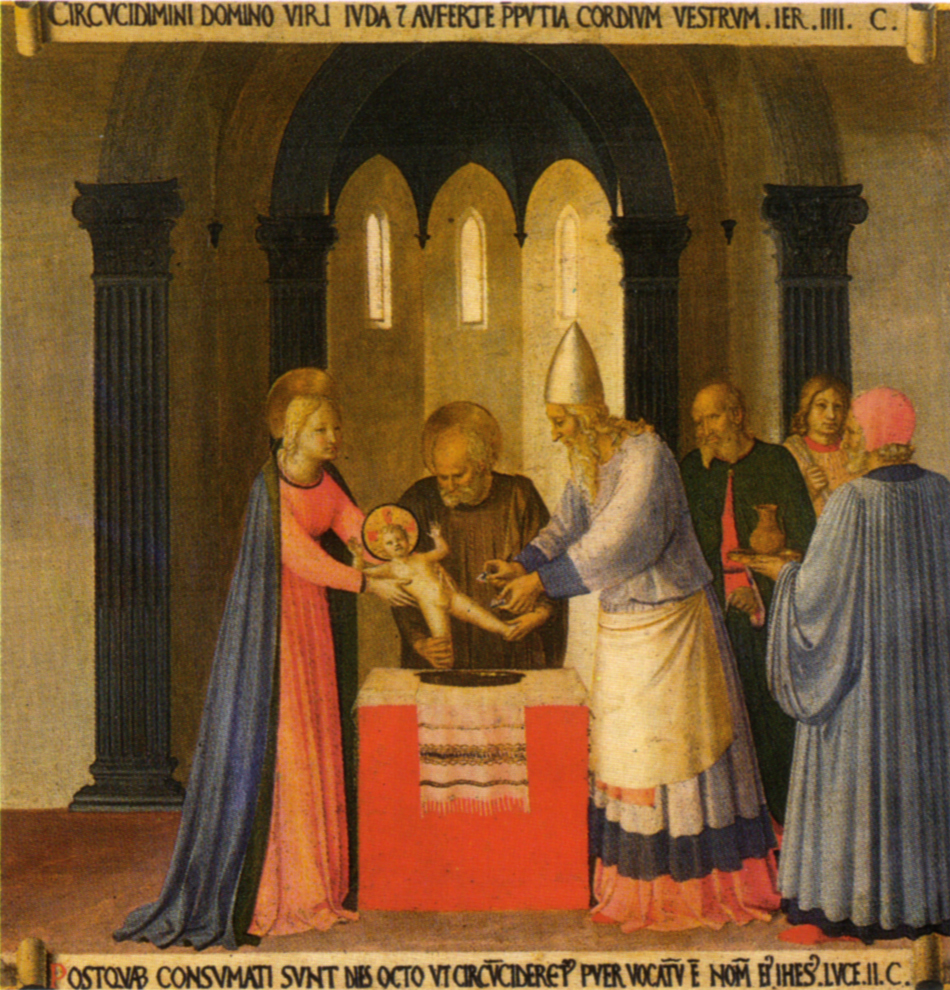
Representación de la circuncisión de Jesús por Fray Angelico (c. 1450)

Las representaciones de la circuncisión del Niño Jesús aparecen en el arte cristiano hacia finales del siglo X. Suelen formar parte de una secuencia de episodios del ciclo de la vida de María o del ciclo de la vida de Cristo. Es muy común verlo en retablos. Generalmente se muestran tres personajes: María, Jesús y el ministro o mohel que realiza la operación con un instrumento cortante especial. En el siglo XIII aumentó el número de personajes con la figura de José y algunos sacerdotes. A partir del siglo XIV aparecen esporádicamente representaciones que muestran la escena como un acto de crueldad: el ministro tiene cara feroz y los padres de Jesús están atemorizados, con características antisemitas propias de la época.
En el arte cristiano no se muestra al Niño Jesús con un pene circuncidado. También es un tabú mostrar el miembro circuncidado en las escenas de la crucifixión de Jesús, a pesar de que los crucificados siempre morían desnudos.
Una de las primeras representaciones que se conservan es una miniatura de un importante manuscrito bizantino de 979-984, el Menologio de Basilio II de la Biblioteca Vaticana. En él aparece una escena en la que María y José sostienen al niño Jesús fuera de un edificio, probablemente el Templo de Jerusalén, mientras un sacerdote se acerca a ellos con un pequeño cuchillo. Esta es la típica de las primeras representaciones, que evitan mostrar la operación en sí. En la época del nacimiento de Jesús, la práctica judía real era que la operación se realizara en casa, normalmente por el padre, y José aparece utilizando el cuchillo en una placa esmaltada del Klosterneuburg Altar (1181) de Nicolás de Verdún, donde se encuentra junto a placas que muestran las muy raras escenas (en el arte cristiano) de las circuncisiones de Isaac y Sansón. Como la mayoría de las representaciones posteriores, éstas se muestran teniendo lugar en un gran edificio, probablemente representando el Templo, aunque de hecho la ceremonia nunca se llevó a cabo allí. A los peregrinos medievales a Tierra Santa se les decía que Jesús había sido circuncidado en la iglesia de Belén.
La escena se fue haciendo cada vez más común en el arte de la Iglesia occidental, y cada vez más rara en el arte ortodoxo. Diversos temas de la exégesis teológica del acontecimiento influyeron en el tratamiento artístico. Al ser el primer dibujo de la sangre de Cristo, también se consideró un precursor, o incluso la primera escena, de la Pasión de Cristo, y uno de los Siete dolores de María. Otras interpretaciones se basaron en que era la ceremonia de nombramiento equivalente al bautismo cristiano, el aspecto que con el tiempo se convertiría en el más prominente en el pensamiento católico. Tanto en este sentido como en el de encontrar un lugar en un ciclo pictórico, la consideración de la circuncisión la situó en una especie de competencia con la mucho mejor establecida Presentación de Jesús; con el tiempo, las dos escenas se fusionarían en algunas pinturas.
Un influyente libro de Leo Steinberg, The Sexuality of Christ in Renaissance Art and in Modern Oblivion (1983, 2ª edición 1996), explora la representación explícita del pene de Cristo en el arte, que según él se convirtió en un nuevo foco de atención en el arte medieval tardío, inicialmente cubierto sólo por un velo transparente a principios del siglo XIV, y en la segunda mitad del siglo completamente al descubierto, y siendo a menudo objeto de la mirada o los gestos de otras figuras de la escena. Este énfasis es, entre otras cosas, una demostración de la humanidad de Cristo cuando aparece en las representaciones de la Virgen con el Niño y otras escenas de la infancia de Cristo, y también un presagio de la Pasión de Cristo por venir en el contexto de la Circuncisión.
Habiendo tomado prestado el gran marco arquitectónico del Templo de la Presentación, las escenas posteriores pueden mostrar al sumo sacerdote solo con el bebé en brazos, mientras él o un mohel realiza la operación, como en el retablo de San Wolfgang de Michael Pacher (1481), o el cuadro de Durero (derecha) y su influyente xilografía de su serie sobre la Vida de la Virgen. Esto reflejaba lo que para entonces se había convertido, y sigue siendo, la práctica judía habitual, en la que la ceremonia se realiza en la sinagoga y el bebé es sostenido por el rabino sentado mientras el mohel realiza la operación.  Esta disposición se puede ver en una miniatura de un Pentateuco alemán en hebreo de alrededor de 1300, que muestra la Circuncisión de Isaac. Otras representaciones muestran al bebé en brazos de María o de José, o de ambos. Muchas muestran a otro bebé al fondo, presumiblemente el siguiente en la cola.
En el siglo XV la escena ocupaba a menudo un lugar destacado en grandes polípticos de retablos con muchas escenas en el norte de Europa. retablo con muchas escenas en el norte de Europa, y comenzó a ser la escena principal del panel central en algunos casos, normalmente cuando eran encargos de cofradías laicas dedicadas al Santísimo Nombre de Jesús, que se encontraban en muchas ciudades. A menudo incluían retratos de donantes de los miembros, aunque ninguno es evidente en Circuncisión de Cristo' de Luca Signorelli encargado por la cofradía de Volterra. La devoción al Santo Nombre fue un rasgo fuerte de la predicación teatral y extremadamente popular de san Bernardino de Siena, que adoptó el monograma de Cristo IHS como su emblema personal, que también fue utilizado por los jesuitas; éste aparece a menudo en las pinturas, al igual que un pergamino sostenido por un ángel en el que se lee Vocatum est nomen eius Jesum.
|
Una composición más pequeña en formato horizontal se originó con el pintor Veneciano Giovanni Bellini hacia 1500 y fue extremadamente popular, produciéndose al menos 34 copias o versiones en las décadas siguientes; la más cercana a una versión principal se encuentra en la National Gallery de Londres, aunque atribuida a su taller. Parecen haber sido encargadas para los hogares, posiblemente como exvotos por el nacimiento seguro de un hijo mayor, aunque la razón de su popularidad sigue sin estar clara.  Siguieron a otras representaciones al mostrar a el anciano Simeón, el profeta de la Presentación, considerado por entonces sumo sacerdote del Templo, realizando la operación a Jesús sostenida por María. En otras representaciones es una figura en segundo plano, a veces levantando las manos y mirando al cielo, como en los Signorelli.  Un retablo de 1500 de otro pintor veneciano, Marco Marziale (National Gallery, Londres), es una fusión completa de la Circuncisión y la Presentación, con el texto de la profecía de Simeón, el Nunc dimittis, mostrado como en mosaico en las bóvedas del templo. Había una serie de obras comparables, algunas encargadas en circunstancias en las que está claro que la iconografía habría tenido que pasar el escrutinio erudito, por lo que la confluencia era evidentemente capaz de aprobación teológica, aunque también se registran algunas quejas.
La escena se incluyó a menudo en el arte protestante, donde éste incluía escenas narrativas. Aparece en las pilas bautismales debido a la relación que los teólogos establecen con el bautismo.  Un cuadro (1661, National Gallery of Art (Washington) y un aguafuerte (1654) de Rembrandt son inusuales al mostrar la ceremonia teniendo lugar en un establo.  En esta época las representaciones de gran tamaño eran más raras en el arte católico, entre otras cosas porque la interpretación de los decretos de la sesión final del Concilio de Trento de 1563 desaconsejaba la desnudez en el arte religioso, incluso la del niño Jesús, lo que dificultaba la representación de la escena.  Incluso antes de esto, las representaciones del siglo XVI como las de Bellini, Durero y Signorelli tendían a ocultar discretamente el pene de Jesús a la vista, en contraste con las composiciones anteriores, donde esta evidencia de su humanidad se muestra claramente.
Entre los poemas sobre el tema se incluyen Sobre la circuncisión de John Milton y Nuestro Señor en su circuncisión a su Padre de su contemporáneo Richard Crashaw, que exponen el simbolismo tradicional.